# Блумсбери
Блу́мсбери (англ. Bloomsbury) — традиционный центр интеллектуальной жизни Лондона, исторический район, расположенный в южной части района Лондона (боро) Камден в западной части (Вест-Энд) центра города (Внутренний Лондон).
Для этого района характерны озеленённые площади («скверы») — Рассел-сквер, Бедфорд-сквер, Блумсбери-сквер, Гордон-сквер и другие. Некоторые из них сохраняют первоначальную георгианскую застройку XVIII века, когда градостроительную деятельность на севере Лондона вели герцоги Бедфорды из семейства Расселов.
В Блумсбери расположены многочисленные образовательные учреждения (Лондонский университет, Университетский колледж Лондона, Королевская академия драматического искусства), больницы, а также Британский музей. В начале XX века здесь проходили собрания влиятельного кружка английских интеллектуалов, известного как группа Блумсбери.